# Projekt Dedal
Projekt Dedal (ang. Project Daedalus) – studium teoretyczne, opracowane w latach 1973–1978 przez Brytyjskie Towarzystwo Międzyplanetarne, dotyczące zaprojektowania i wysłania w kosmos międzygwiezdnego statku kosmicznego napędzanego energią powstałą w wyniku fuzji jądrowej.
Założenia projektu przewidywały dotarcie do Gwiazdy Barnarda przed upływem 50 lat od startu. Wymagałoby to podróżowania z prędkością około 12% prędkości światła w próżni. Takie osiągi byłyby niemożliwe do uzyskania przy pomocy rakiet o napędzie chemicznym, zatem projekt wymagał statku o napędzie jądrowym, który był przedmiotem wcześniejszych analiz w czasie programu Orion. Spodziewano się zatem uzyskać jądrowy napęd pulsacyjny, generujący ciąg za pomocą mikroeksplozji termojądrowych o częstości 250 na sekundę.
Założono, że statek kosmiczny o nazwie Dedal zostanie zbudowany na orbicie Ziemi i będzie miał początkową masę 54 tysiące ton, w tym 50 tysięcy ton paliwa (izotop wodoru deuter i hel-3) i 500 ton oprzyrządowania naukowego. Dedal miał być rakietą dwustopniową. Na pierwszym etapie, silniki w ciągu dwóch lat miały rozpędzić pojazd do prędkości 7,1% prędkości światła w próżni, po czym miały zostać odrzucone. Silniki drugiego etapu działałyby przez kolejne 1,8 roku i te miały nadać mu maksymalną prędkość docelową. Dalej siłą bezwładności, statek miał się poruszać w kierunku gwiazdy Barnarda przez kolejne 46 lat. Statek w tym czasie miał przeprowadzić badania ośrodka międzygwiazdowego. W planach nie przewidywano lądowania. Zamiast tego, Dedal miał wystrzelić w kierunku gwiazdy lub orbitujących ją planet kilkanaście sond, mających na celu zebranie danych naukowych. Wyniki pomiarów miały być następnie przetransmitowane na Ziemię z użyciem silnej anteny statku macierzystego.
Koszt projektu Dedal jest prawdopodobnie największym kosztem misji astronomicznych ze wszystkich proponowanych w historii. Szacuje się go na 100 bilionów $. Dla porównania światowy produkt krajowy brutto) był szacowany w 2008 na 60,69 bilionów.